# Mordet på jultomten
Mordet på jultomten (franska: L'assassinat du père Noël) är en fransk komedifilm från 1941 i regi av Christian-Jaque, med Harry Baur, Raymond Rouleau, Renée Faure och Robert Le Vigan i huvudrollerna. Den utspelar sig i en liten alpby och handlar om ett mordfall där en man hittas död på julafton iklädd tomtedräkt. Filmen bygger på Pierre Vérys roman med samma titel. Den hade svensk premiär 18 januari 1943.

## Medverkande
- Harry Baur som Gaspar Cornusse, jordglobsmakare
- Renée Faure som Catherine Cornusse
- Marie-Hélène Dasté som mor Michel
- Raymond Rouleau som baron Roland de la Faille
- Robert Le Vigan som Léon Villard, folkskollärare
- Fernand Ledoux som Noirgoutte, borgmästaren
- Jean Brochard som Ricomet, apotekare
- Jean Parédès som Kappel, kyrkvaktmästare
- Héléna Manson som Marie Coquilot

## Mottagande
År 2011 recenserade Gérard Camy filmen i Télérama i samband med att den visades på fransk TV: "Poesin, känslan och mysteriet som släpps lösa från Vérys roman hittar här ett perfekt uttryck. Hästen som en ryttare dödade en gång som galopperar genom stormen, den modige Cornusse som berättar historier om fantastiska resor, en ung melankolisk adelsman, vars hand klädd i en svart vante väcker frågor, och den söta och kärlekskranka Catherine... Alla dessa figurer, men även de förundrade barnen och en nedblodad mantel, bidrar till den utsökta magi som omsluter denna polisutredning bakom den insnöade byns lyckta dörrar."